# Biserica Greco-Catolică Melkită
Biserica Greco-Catolică Melkită este o biserică de limbă arabă și rit bizantin cu sediul în Damasc. În urma persecuției creștinilor din secolul al XX-lea numărul credincioșilor s-a diminuat la aprox. 1,6 milioane, răspândiți în special în Siria, Egipt, Palestina, Israel, Iordania și Liban.